# Pectinia paeonia
Pectinia paeonia là một loài san hô trong họ Pectiniidae. Loài này được Dana mô tả khoa học năm 1846.